# Subaru Kimura
Subaru Samuel Bartsch (Leipzig, Sajonia; 29 de junio de 1990), más conocido como Subaru Kimura (木村 昴 Kimura Subaru), es un seiyū japonés nacido en Alemania. Actualmente, reside en Tokio.
Ha participado en series como Code:Breaker, Doraemon (2005) y Mawaru Penguindrum, entre otras. Está afiliado a Atomic Monkey.

## Roles Interpretados

### Series Live
- Kamen Rider Revice cómo Vice y como el mismo

### Series de Anime
- 2.43: Seiin Kōkō Danshi Volley-bu como Yusuke Ōkuma
- 91 Days como Strega (eps 11-12)
- Akudama Drive como Hoodlum
- Ansatsu Kyoshitsu como Ryōma Terasaka
- Black Bullet como Takuto Yasuwaki
- Code:Breaker como Masaomi Heike/Code:02
- Dance with Devils como Mage Nanashiro
- Devilman: Crybaby como Gabi
- Doraemon (2005) como Takeshi "Gigante" Gōda
- Gundam Build Fighters como Allan Adams
- Gundam Build Fighters Try como Allan Adams y Yukio Okamoto
- Haikyū!! como Satori Tendō
- JoJo's Bizarre Adventure: Golden Wind como Pesci
- Kimetsu no Yaiba como Ratones Musculosos
- Kindaichi Shōnen no Jikenbo R como Daisuke Kujiraki
- Kuroko no Basuke como Papa Mbaye Siki
- Mawaru Penguindrum como Kanba Takakura
- Nobunaga no Shinobi: Ise Kanegasaki-hen como Magara Naotaka
- One Piece como Franky (segunda voz) y Buggy (Joven)
- Ping Pong como Manabu "Demon" Sakuma
- Pokémon: Black and White: Rival Destinies como Yukiya
- Psycho-Pass 2 como Ogino
- Re:␣Hamatora como Sakuraba
- Robomasters The Animated Series como Lee
- Sangatsu no Lion como Issa Matsumoto
- Yu-Gi-Oh! VRAINS como Shōichi Kusanagi
- Hypnosis Mic como Ichiro Yamada
- Jujutsu Kaisen como Aoi Toudou
- Tokyo Revengers como Haruki Hayashida (Pah-Chin)
- Shūmatsu no Valkyrie como Raiden Tameemon
- IDOLiSH7 como Toma Inumaru

### Películas
- Psycho-Pass: The Movie como Sem
- Dance with Devils: Fortuna como Mage Nanashiro
- Doraemon en la isla del escarabajo dorado como Takeshi "Gigante" Gōda
- Doraemon The Hero: Pioneros del espacio como Takeshi "Gigante" Gōda
- Doraemon y el pequeño dinosaurio como Takeshi "Gigante" Gōda
- Doraemon y el récord de los héroes espaciales como Takeshi "Gigante" Gōda
- Doraemon y el Reino de Kibo como Takeshi "Gigante" Gōda
- Doraemon y la leyenda de las sirenas como Takeshi "Gigante" Gōda
- Doraemon y la revolución de los robots como Takeshi "Gigante" Gōda
- Doraemon y los cazadores de un mundo perdido como Takeshi "Gigante" Gōda
- Doraemon y los siete magos como Takeshi "Gigante" Gōda
- Doraemon y Nobita Holmes en el misterioso Museo del Futuro como Takeshi "Gigante" Gōda
- Furusato JAPAN como Gonji "Gon" Abe
- Stand by Me Doraemon como Takeshi "Gigante" Gōda
- The First Slam Dunk como Hanamichi Sakuragi

### Drama CD
2017
- Akuma ni Sasakare Miryou Sareru CD "Dance with Devils -Charming Book-" Vol.5 "Mage" como Mage Nanashiro.

### Videojuegos
- Idolish 7 como Tōma Inumaru (ŹOOĻ)
- Kingdom Hearts 3D: Dream Drop Distance como Beat
- The World Ends with You como Daisukenojo Bito

### Doblaje
- RWBY como Cardin Winchester
- The Book of Life como Manolo Sánchez
- Black Panther como M'Baku
- Sonic 2, la película como Knuckles the Echidna (sustituyendo a Nobutoshi Canna)
- Knuckles como Knuckles the Echidna (sustituyendo a Nobutoshi Canna)
- Sonic 3, la película como Knuckles the Echidna (sustituyendo a Nobutoshi Canna)

## Música
- Junto con Daisuke Hirakawa participó del sencillo Unit Single 3 Mage Nanashiro vs. Shiki Natsumezaka (xx in the dark) de la franquicia Dance with Devils. En su semana de lanzamiento en Japón vendió 1.722 copias, llegando al puesto 38 del ranking semanal.[3]

- Es parte del cast principal del proyecto musical EXIT TUNES PRESENTS ACTORS de la compañía Exit Tunes, proyecto en el cual seiyuu populares hacen covers de temas reconocidos del mundo Vocaloid

- Es parte del cast principal del proyecto musical de seiyuus HYPNOSIS MICROPHONE DIVISON RAP BATTLE de la compañía King Records,interpretando a Yamada Ichiro, líder de la división de Ikebukuro (Buster Bros).[4]

- Es parte del cast principal del proyecto musical "IDOLiSH7" de la compañía Bandai Namco Entertainment interpretando a Toma Inumaru, líder de ZOOL.